# Mario Maserati
Mario Maserati (Voghera, 1890 – 18 maggio 1981) è stato un pittore italiano.

## Biografia
Nasce a Voghera da Rodolfo e Caterina Losi. È il quintogenito dei fratelli Maserati.
Studiò all'Accademia di Brera e fu l'unico (a parte Alfieri I) dei fratelli Maserati a non occuparsi di motori, automobili e corse. Tuttavia è probabilmente il creatore del tridente stilizzato, marchio della casa automobilistica condotta dai fratelli e ispirato al tridente della fontana del Nettuno di Bologna.

Nel 1969 una sua mostra a Voghera venne inaugurata dall'allora Presidente della Camera, Sandro Pertini.